# Roland Büchner

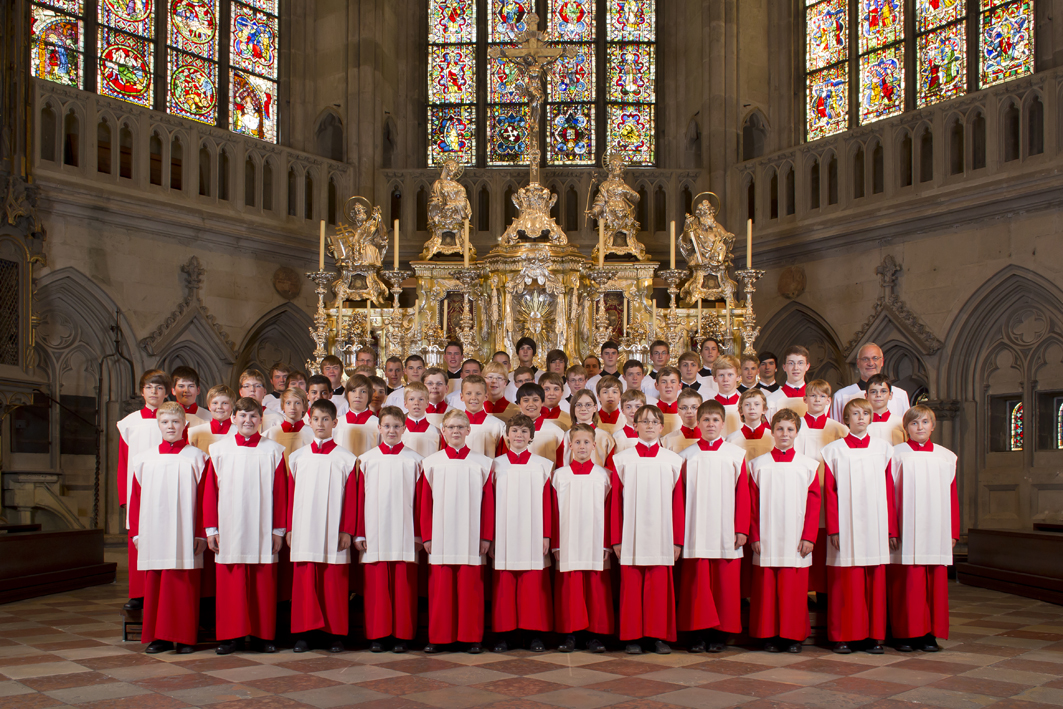
Domkapellmeister Roland Büchner (rechts) mit den Regensburger Domspatzen im Regensburger Dom (2011)

Roland Büchner (* 16. Februar 1954 in Karlstadt) ist ein deutscher Kirchenmusiker und Chorleiter. Er war von 1994 bis 2019 Domkapellmeister am Regensburger Dom und somit Chorleiter der Regensburger Domspatzen.

## Leben
Roland Büchner studierte an der Regensburger Fachakademie für Katholische Kirchenmusik und Musikerziehung und an der Hochschule für Musik und Theater München, unter anderem bei Franz Lehrndorfer und Gerhard Weinberger. Seinen Abschluss machte er mit der Künstlerischen Staatsprüfung im Fach Kirchenmusik und dem Diplom im Konzertfach Orgel. Während seines Studiums wurde er als Stiftskapellmeister an der Stiftspfarrkirche Altötting tätig. An der Berufsfachschule für Musik lehrte er in den Fächern Gregorianik und Chorleitung.
Von 1985 bis 1994 leitete Roland Büchner den Konzertchor an der Fachakademie für Katholische Kirchenmusik und Musikerziehung in Regensburg und war zugleich Dozent für Orgel und Chorleitung. 1994 wurde er als Nachfolger von Georg Ratzinger zum Regensburger Domkapellmeister berufen. Büchner ist Träger der St. Wolfgang-Verdienstmedaille und Kulturpreisträger der Stadt Regensburg. Er ist verheiratet, hat vier Kinder und ist der erste nichtgeistliche Regensburger Domkapellmeister seit Fortunatus Cavallo (1769–1801).
Sangen die Regensburger Domspatzen bei Live-Auftritten unter seiner Leitung eine seiner eigenen Kompositionen, so benutzte Büchner im Programmheft in der Regel den Namen seines Großvaters mütterlicherseits Joseph Birkl als Pseudonym.
Am 25. März 2019 verkündete das Bistum Regensburg, dass Christian Heiß als Nachfolger Büchners ab dem 1. September 2019 das Amt des Domkapellmeisters übernimmt. Er wurde am 17. Juli 2019 bei einem Pontifikalgottesdienst verabschiedet. Nach der Feier bildeten alle Chöre der Domspatzen am Domplatz ihm ein Ehrenspalier.

## Ehrungen
- Im Juni 2009 wurde Büchner aufgrund seiner musikalischen Verdienste mit den Regensburger Domspatzen und der engen Verbindung zur örtlichen Musikhochschule zum Honorarprofessor der Hochschule für Kirchenmusik Regensburg ernannt.
- Am 22. September 2018 erhielt er vom Allgemeinen Cäcilien-Verbandes für Deutschland (ACV) die Orlando-di-Lasso-Medaille aufgrund seiner musikkulturellen und musikerziehenden Tätigkeit.[4]